# Bujałyk
Bujałyk (ukr.Буялик) – osiedle typu miejskiego w rejonie berezowskim obwodu odeskiego Ukrainy. Do 2024 nosiło nazwę Petriwka.